# 挟括河
39°36′21″N 115°58′48″E / 39.6059006°N 115.9798648°E
挟括河是北京地区的一条河流，为大石河的支流。
发源于房山区猫耳山南麓的黄山店乡，流经4个乡，在琉璃河地区入大石河。全长17.3公里，流域面积129.5平方公里。